# Рушкув (Свентокшиське воєводство)
Рушкув (пол. Ruszków) — село в Польщі, у гміні Садове Опатовського повіту Свентокшиського воєводства.
Населення — 219 осіб (2011).
У 1975-1998 роках село належало до Тарнобжезького воєводства.

## Демографія
Демографічна структура на день 31 березня 2011 року:
|          | Загалом | Допрацездатний вік | Працездатний вік | Постпрацездатний вік |
| -------- | ------- | ------------------ | ---------------- | -------------------- |
| Чоловіки | 111     | 18                 | 81               | 12                   |
| Жінки    | 108     | 22                 | 59               | 27                   |
| Разом    | 219     | 40                 | 140              | 39                   |